# Prémios Screen Actors Guild 2015
Os Prémios Screen Actors Guild 2015 (no original em inglês 21th Screen Actors Guild Awards) é o 21.º evento promovido pelo sindicato americano de atores Screen Actors Guild onde foram premiados os melhores atores e elencos de cinema e televisão de 2014.
Os nomeados nas várias categorias foram anunciados em 10 de Dezembro de 2014. A cerimónia foi transmitida em 25 de janeiro de 2015 pelos canais americanos TNT e TBS.

## Prémio Screen Actors Guild Life Achievement

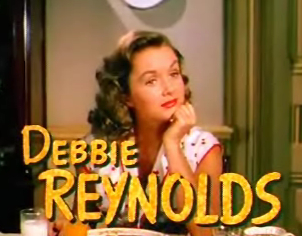
Debbie Reynolds homenageada com o Prémio Screen Actors Guild Life Achievement

- Debbie Reynolds

## Vencedores e nomeados por categorias

### Cinema
| Melhor Ator principal Eddie Redmayne – The Theory of Everything como Stephen Hawking - Steve Carell – Foxcatcher como John Eleuthère du Pont - Benedict Cumberbatch – The Imitation Game como Alan Turing - Jake Gyllenhaal – Nightcrawler como Louis Bloom - Michael Keaton – Birdman or (The Unexpected Virtue of Ignorance) como Riggan Thomson | Melhor Atriz principal Julianne Moore – Still Alice como Drª. Alice Howland - Jennifer Aniston – Cake como Claire Simmons - Felicity Jones – The Theory of Everything como Jane Wilde Hawking - Rosamund Pike – Gone Girl como Amy Dunne - Reese Witherspoon – Wild como Cheryl Strayed                     |
| Melhor Ator secundário J. K. Simmons – Whiplash como Terence Fletcher - Robert Duvall – The Judge como Juiz Joseph Palmer - Ethan Hawke – Boyhood como Mason Evans - Edward Norton – Birdman or (The Unexpected Virtue of Ignorance) como Mike Shiner - Mark Ruffalo – Foxcatcher como Dave Schultz | Melhor Atriz secundária Patricia Arquette – Boyhood como Olivia Evans - Keira Knightley – The Imitation Game como Joan Clarke - Emma Stone – Birdman or (The Unexpected Virtue of Ignorance) como Sam Thomson - Meryl Streep – Into the Woods como "A Bruxa" - Naomi Watts – St. Vincent como Daka Paramova |
| Melhor Elenco Birdman or (The Unexpected Virtue of Ignorance) – Zach Galifianakis, Michael Keaton, Edward Norton, Andrea Riseborough, Amy Ryan, Emma Stone e Naomi Watts - Boyhood – Patricia Arquette, Ellar Coltrane, Ethan Hawke e Lorelei Linklater - The Grand Budapest Hotel – F. Murray Abraham, Mathieu Amalric, Adrien Brody, Willem Dafoe, Ralph Fiennes, Jeff Goldblum, Harvey Keitel, Jude Law, Bill Murray, Edward Norton, Tony Revolori, Saoirse Ronan, Jason Schwartzman, Léa Seydoux, Tilda Swinton, Tom Wilkinson e Owen Wilson - The Imitation Game – Matthew Beard, Benedict Cumberbatch, Charles Dance, Matthew Goode, Rory Kinnear, Keira Knightley, Allen Leech e Mark Strong - The Theory of Everything – Charlie Cox, Felicity Jones, Simon McBurney, Eddie Redmayne, David Thewlis e Emily Watson | |
| Melhor Elenco de Dublês Unbroken - Fury - Get on Up - The Hobbit: The Battle of the Five Armies - X-Men: Days of Future Past | |

### Televisão
| Melhor Ator em minissérie ou filme para televisão Mark Ruffalo – The Normal Heart como Ned Weeks - Adrien Brody – Houdini como Harry Houdini - Benedict Cumberbatch – Sherlock como Sherlock Holmes - Richard Jenkins – Olive Kitteridge como Henry Kitteridge - Billy Bob Thornton – Fargo como Lorne Malvo | Melhor Atriz em minissérie ou filme para televisão Frances McDormand – Olive Kitteridge como Olive Kitteridge - Ellen Burstyn – Flowers in the Attic como Olivia Foxworth - Maggie Gyllenhaal – The Honourable Woman como Nessa Stein, Baronesa Stein of Tilbury - Julia Roberts – The Normal Heart como Drª. Emma Brookner - Cicely Tyson – The Trip to Bountiful como Mrs. Carrie Watts |
| Melhor Ator em série dramática Kevin Spacey – House of Cards como Frank Underwood - Steve Buscemi – Boardwalk Empire como Nucky Thompson - Peter Dinklage – Game of Thrones como Tyrion Lannister - Woody Harrelson – True Detective como Martin Hart - Matthew McConaughey – True Detective como Rustin Cohle | Melhor Atriz em série dramática Viola Davis – How to Get Away with Murder como Annalise Keating - Claire Danes – Homeland como Carrie Mathison - Julianna Margulies – The Good Wife como Alicia Florrick - Tatiana Maslany – Orphan Black como vários - Maggie Smith – Downton Abbey como Violet, Condessa Viúva de Grantham - Robin Wright – House of Cards como Claire Underwood        |
| Melhor Ator em série de comédia William H. Macy – Shameless como Frank Gallagher - Ty Burrell – Modern Family como Phil Dunphy - Louis C.K. – Louie como Louie - Jim Parsons – The Big Bang Theory como Sheldon Cooper - Eric Stonestreet – Modern Family como Cameron Tucker | Melhor Atriz em série de comédia Uzo Aduba – Orange Is the New Black como Suzanne "Crazy Eyes" Warren - Julie Bowen – Modern Family como Claire Dunphy - Edie Falco – Nurse Jackie como Jackie Peyton - Julia Louis-Dreyfus – Veep como Selina Meyer - Amy Poehler – Parks and Recreation como Leslie Knope                                                                               |
| Melhor Elenco em série dramática Downton Abbey – Hugh Bonneville, Laura Carmichael, Jim Carter, Brendan Coyle, Michelle Dockery, Kevin Doyle, Joanne Froggatt, Lily James, Rob James-Collier, Allen Leech, Phyllis Logan, Elizabeth McGovern, Sophie McShera, Matt Milne, Lesley Nicol, David Robb, Maggie Smith, Ed Speleers, Cara Theobold e Penelope Wilton - Boardwalk Empire – Steve Buscemi, Paul Calderón, Nicholas Calhoun, Louis Cancelmi, John Ellison Conlee, Michael Countryman, Stephen Graham, Domenick Lombardozzi, Nolan Lyons, Kelly Macdonald, Boris McGiver, Vincent Piazza, Paul Sparks, Travis Tope, Shea Whigham, Anatol Yusef e Michael Zegen - Game of Thrones – Josef Altin, Jacob Anderson, John Bradley-West, Dominic Carter, Gwendoline Christie, Emilia Clarke, Nikolaj Coster-Waldau, Ben Crompton, Charles Dance, Peter Dinklage, Natalie Dormer, Nathalie Emmanuel, Iain Glen, Julian Glover, Kit Harington, Lena Headey, Conleth Hill, Rory McCann, Ian McElhinney, Pedro Pascal, Daniel Portman, Marc Stanley, Sophie Turner e Maisie Williams - Homeland – Numan Acar, Nazanin Boniadi, Claire Danes, Rupert Friend, Raza Jaffrey, Nimrat Kaur, Tracy Letts, Mark Moses, Michael O'Keefe, Mandy Patinkin, Laila Robins e Maury Sterling - House of Cards – Mahershala Ali, Jayne Atkinson, Rachel Brosnahan, Derek Cecil, Nathan Darrow, Michel Gill, Joanna Going, Sakina Jaffrey, Michael Kelly, Mozhan Marnò, Gerald McRaney, Molly Parker, Jimmi Simpson, Kevin Spacey e Robin Wright | |
| Melhor Elenco em série de comédia Orange Is the New Black – Uzo Aduba, Jason Biggs, Danielle Brooks, Laverne Cox, Jackie Cruz, Catherine Curtin, Lea Delaria, Beth Fowler, Yvette Freeman, Germar Terrell Gardner, Kimiko Glenn, Annie Golden, Diane Guerrero, Michael J. Harney, Vicky Jeudy, Julie Lake, Lauren Lapkus, Selenis Leyva, Natasha Lyonne, Taryn Manning, Joel Marsh Garland, Matt McGorry, Adrienne C. Moore, Kate Mulgrew, Emma Myles, Jessica Pimentel, Dascha Polanco, Alysia Reiner, Judith Roberts, Elizabeth Rodriguez, Barbara Rosenblat, Nick Sandow, Abigail Savage, Taylor Schilling, Constance Shulman, Dale Soules, Yael Stone, Lorraine Toussaint, Lin Tucci e Samira Wiley - Veep – Sufe Bradshaw, Anna Chlumsky, Gary Cole, Kevin Dunn, Tony Hale, Julia Louis-Dreyfus, Reid Scott, Timothy Simons e Matt Walsh - The Big Bang Theory – Mayim Bialik, Kaley Cuoco, Johnny Galecki, Simon Helberg, Kunal Nayyar, Jim Parsons e Melissa Rauch - Brooklyn Nine-Nine – Stephanie Beatriz, Andre Braugher, Terry Crews, Melissa Fumero, Joe Lo Truglio, Chelsea Peretti e Andy Samberg - Modern Family – Aubrey Anderson-Emmons, Julie Bowen, Ty Burrell, Jesse Tyler Ferguson, Nolan Gould, Sarah Hyland, Ed O'Neill, Rico Rodriguez, Eric Stonestreet, Sofía Vergara e Ariel Winter | |
| Melhor Elenco de Duplos The Walking Dead - Boardwalk Empire - Game of Thrones - Homeland - Sons of Anarchy - 24: Live Another Day | |